# Berlin Thunder
Els Berlin Thunder van ser un club de futbol americà de la ciutat de Berlín (Alemanya).

## Història
El club es creà l'any 1999 en comprar la franquícia dels London Monarchs de la National Football League Europe. Jugava els seus partits a l'Estadi Olímpic de Berlín (Olympiastadion). En els seus pocs anys d'història guanyaren el World Bowl 3 cops: 2001, 2002 i 2004. El club es va dissoldre l'any 2007.

## Palmarès
- 3 títols de la World Bowl: 2001, 2002, 2004.
- 1 sot-campionat de la World Bowl: 2005.

## Jugadors destacats
- Rohan Davey
- Dave Ragone
- Rich Scanlon